# Ōi (Fukui)
Pour les articles homonymes, voir OI.
Ōi (おおい町, Ōi-chō) est un bourg du district d'Ōi, dans la préfecture de Fukui, au Japon.

## Géographie

### Démographie
Au 1er février 2014, la population d'Ōi s'élevait à 8 424 habitants répartis sur une superficie de 212,21 km2.